# Религия во Французской Гвиане

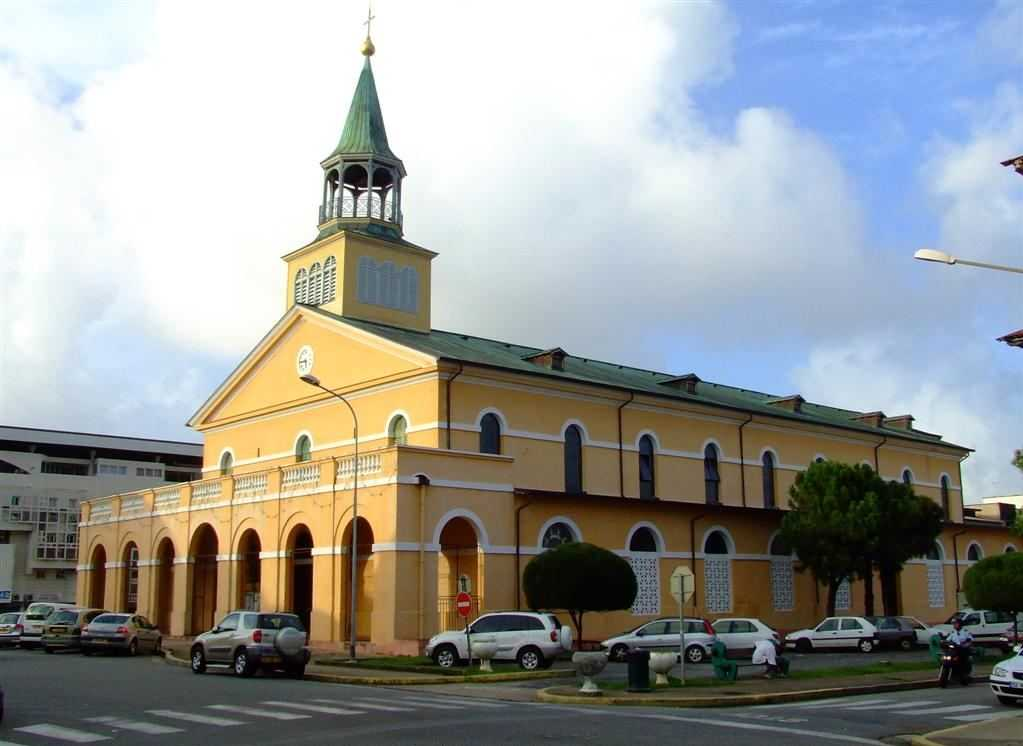
Собор Святого Спасителя в Кайенне

Религия во Французской Гвиане — совокупность религиозных верований, на территории этой Заморской территории Франции. Христиане составляют более чем около 85% населения этой территории.

## Современное положение

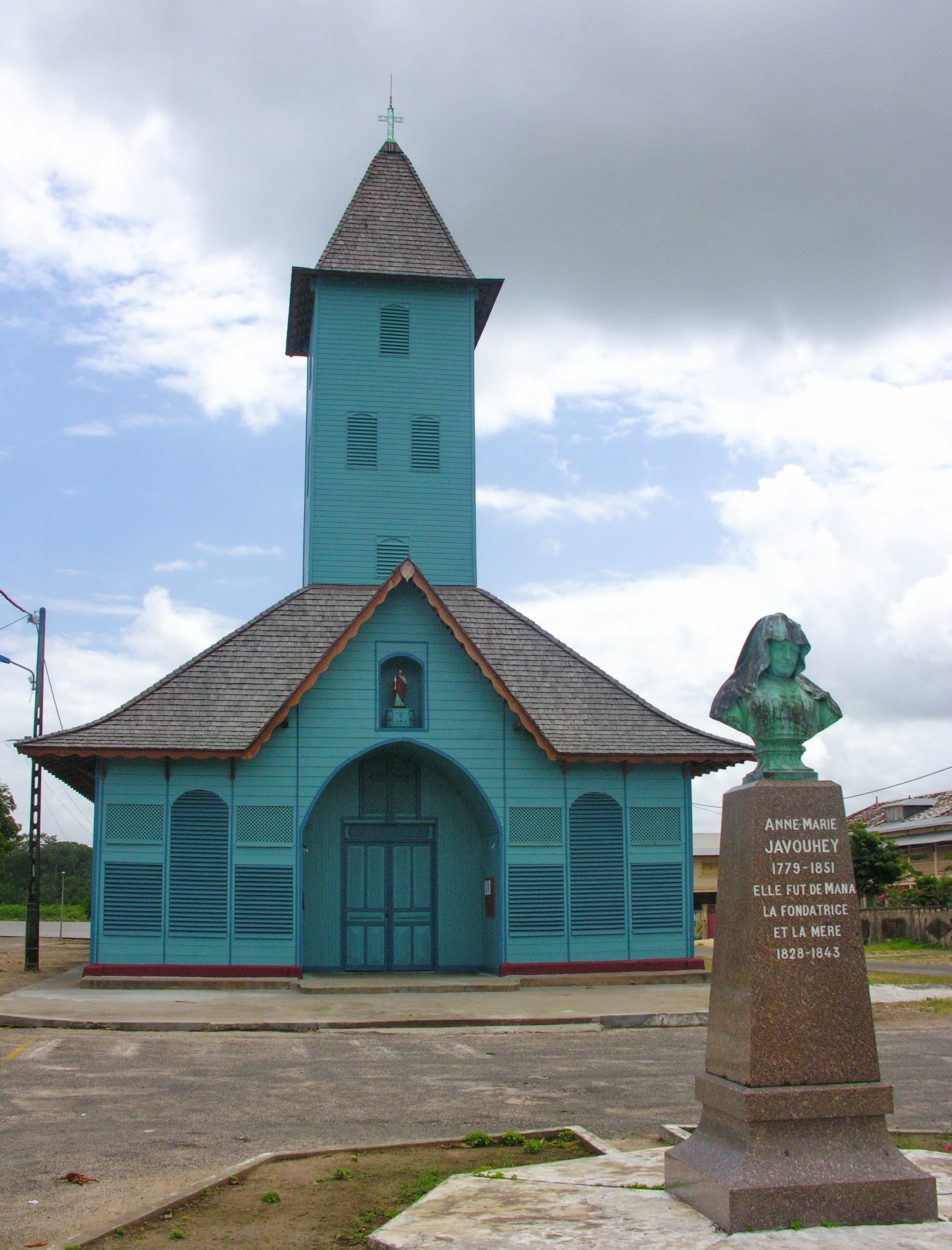
Церковь Святого Иосифа в Мане

Французская Гвиана является одной из заморских территорий Франции, она расположена на северном побережье Южной Америки, граничащая с Бразилией и Суринамом. Этнический состав населения: до 70 % — чернокожие и мулаты (включая переселенцев из Гаити, Суринама, островов Вест-Индии), 12 % — европейцы (в основном французы, а также португальцы), 3 % индейцы, 10 % — бразильцы и 5 % — потомки выходцев из различных стран Азии (Китая, Индии, Лаоса, Вьетнама и Ливана). Христиане составляют большинство населения этой территории, примерно 85%. Около 80% — католики, 3,9% — протестанты, сторонники Китайской народной религии — 4%, 4% — сторонники спиритизма, агностики — 3%, 2% придерживаются традиционных верований (в основном мароны и некоторые индейские народы), 2% — индуисты и 1% мусульмане.
Хоть Гвиана и является частью Франции, но на её территории действует другое законодательство. Так закон 1905 года об отделении церкви от государства, который действует в метрополии  до сих пор не применяется в Гвиане, которая остаётся под действием королевского указа от 27 августа 1828 года. В соответствии с ним католическое духовенство получает оплату от государства. Таким образом, 27 священников получают зарплату из бюджета на общую сумму 800 000 евро в год. Помимо этого, государство содержит места католического богослужения. Также в Гвиане до сих пор действуют принципы Конституционной хартии от 4 июня 1814 года, согласно которой католическая религия является «государственной религией». Такое положение сохранилось благодаря тому, что в 1911 году, во время распространения закона 1905 года отделявшего церковь от государства, большая часть политического класса Гайаны выступала против любых изменений.
С тех пор вопрос о отделении религии от государства поднимался несколько раз, в частности, в 1970 году, при создании должности протестантского пастора в Куру и при назначении мусульманского имама в Гайане. После принятия решения о прекращении выплаты вознаграждений католическому духовенству в конце апреля 2014 года административный суд Гвианы обязал Генеральный совет возобновить их выплату. 

### Католицизм
Около 80% населения исповедуют католичество. Вся территория Французской Гвианы входит в единую Кайенскую епархию. В настоящее время епархия является суфражистом Архиепископии Фор-де-Франция и Сен-Пьер на острове Мартиника. Нынешний епископ - Ален Рансей, назначенный в декабре 2021 года. Народ хмонг также в основном исповедует католицизм из-за влияния миссионеров, которые помогли им перебраться из Китая во Французскую Гвиану.

### Индуизм
Индуизм является религией меньшинства во Французской Гвиане, представленной и исповедуемой в основном потомками индийских и индонезийских рабочих прибывших во Французскую Гвиану начиная с середины XIX века. В наше время численность индусов составляет около 12 000 человек из которых около 3000 это потомки индонезийцев, а остальные индийцев. Индуисты составляют 2% населения Французской Гвианы.

### Ислам
Ислам во Французской Гвиане — религия меньшинства,  его исповедует около 1% населения этой территории. Исламское население состоит в основном из арабов из Северной Африки, Ливана и Афганистана. В Кайенне, столице региона, и Куру есть исламский центр и мусульманская школа. Большинство мусульман сунниты. Есть небольшая община мусульман-ахмади, обосновавшихся в регионе в 2007 году.